# 張辟彊
張辟彊（前202年—？），颍川郡城父县（今河南省许昌市）人，西汉开国功臣留侯张良的次子。
汉惠帝七年（前188年）八月戊寅，汉惠帝驾崩。發喪，吕后哭，但是不流泪。張辟彊当时十五岁，為侍中，对丞相陳平说：「太后只有皇帝一个儿子，现在驾崩，哭而不悲，丞相知道为什么吗？」陳平问：「为什么？」張辟彊说：「皇帝没有成年的儿子，太后害怕你们这些功臣。丞相现在請拜呂台、呂產、呂祿為將，率兵统领南北軍，等到諸呂都入宮，居中掌权，如此太后心安，丞相也可以脫禍。」相如张辟彊的計策請奏，太后高兴，才哀哭流泪。呂氏专權。九月辛丑，安葬汉惠帝。立汉惠帝後宮子為帝，太后臨朝稱制。立呂台為呂王，呂台弟呂產為梁王，建城侯呂釋之子呂祿為趙王，呂台子呂通為燕王，又封諸呂六人皆為列侯，追尊父呂公為呂宣王，兄周呂侯吕泽為悼武王。他的哥哥张不疑，嗣位留侯。汉文帝十年（前170年），国除。